# Castello di Riegersburg (Bassa Austria)
Il castello di Riegersburg (in tedesco: Schloss Riegersburg) è un castello dell'Austria, situato nel Bassa Austria, presso la cittadina di Hardegg. Non è da confondere con l'omonimo castello della regione austriaca della Stiria.

## Storia

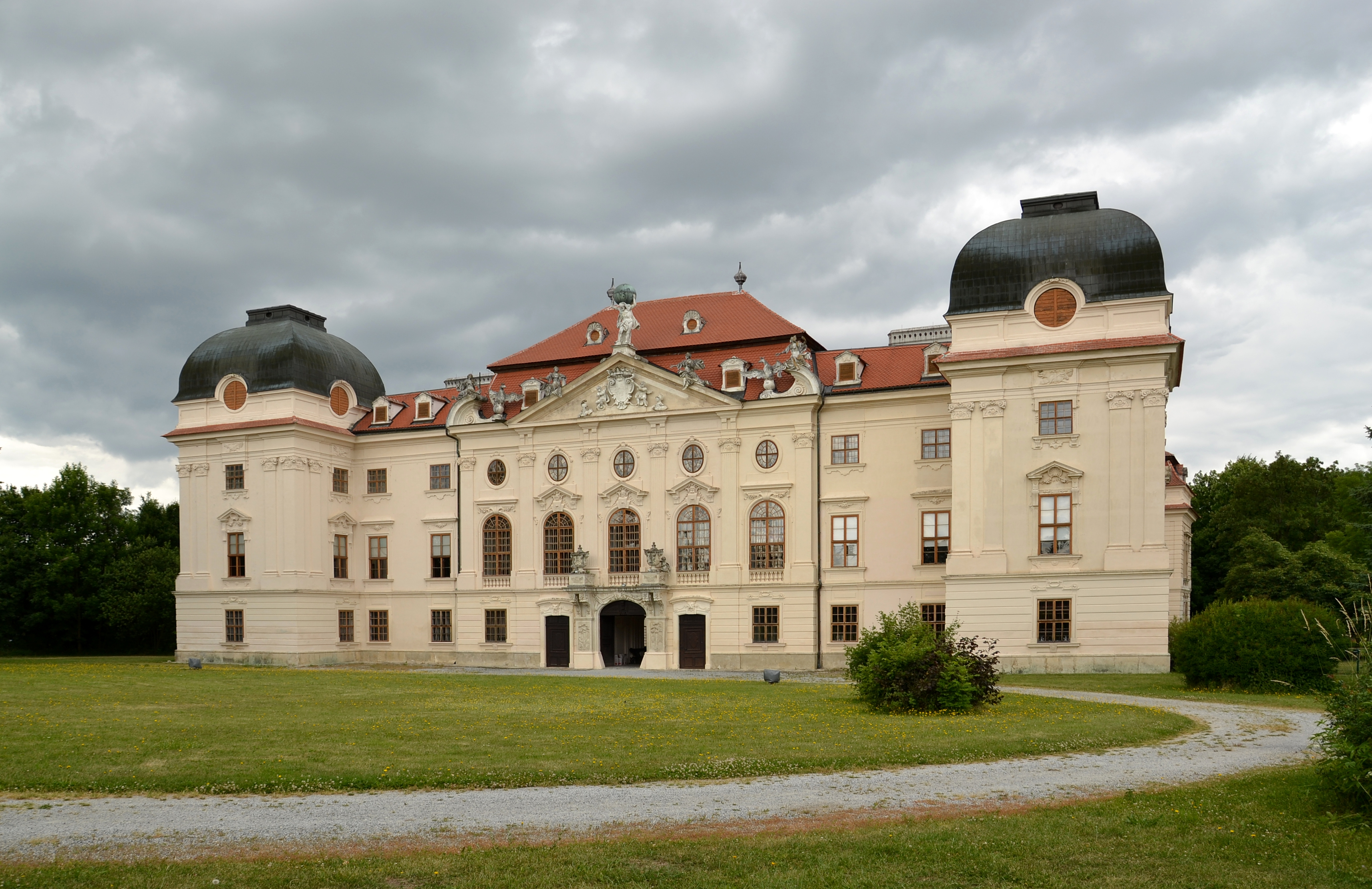
La facciata verso il parco

Le prime menzioni del castello risalgono al 1212 quando l'antica fortezza medievale qui presente era di proprietà del conte di Hardegg, ma esso viene citato poi nuovamente nel 1390 e nel 1427. Nel 1441, la proprietà passò alla famiglia von Eyczinger.
Nel 1568 il conte Sigmund von Hardegg acquistò il castello dagli Eyczinger che avevano lasciato il castello andare in rovina; il nuovo proprietario si preoccupò di ricostruire l'intera struttura, difendendola con un fossato e vi si trasferì in maniera permanente. Dopo essergli succeduto, suo figlio Johann Wilhelm von Hardegg decise di acquistare molte proprietà nell'area, indebitandosi follemente e ritrovandosi ben presto al centro di una grave crisi finanziaria. Dopo la sua morte nel 1635, suo figlio Julius von Hardegg dovette vendere i feudi delle contee di Riegersburg e Hardegg nel 1656 per poter ripagare i debiti contratti dal genitore.

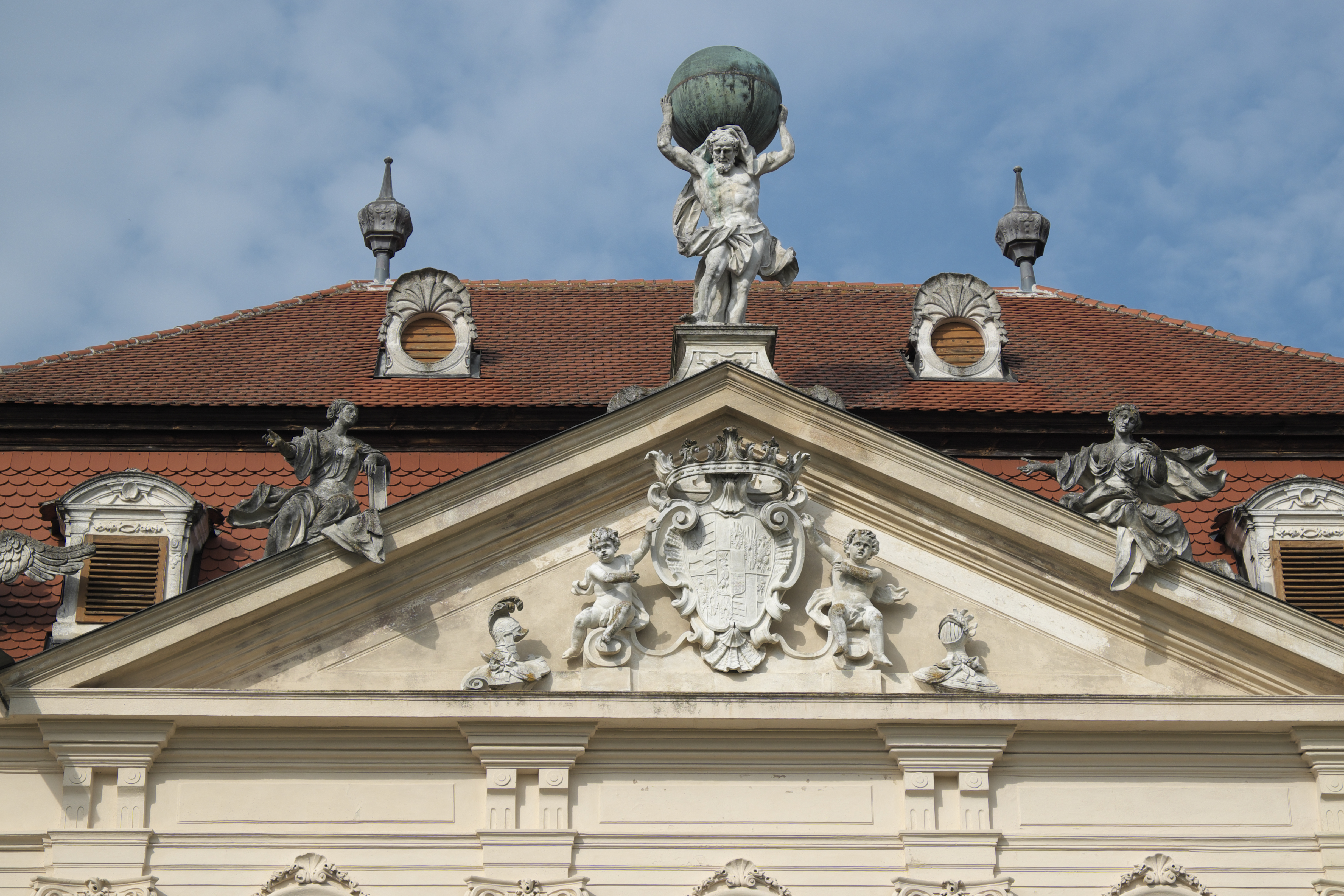
Il frontone del castello, con lo stemma dei Khevenhüller sormontato dalla statua di Atlante che sorregge il mondo

La struttura passò ai conti di Saint Julien-Wallsee, i quali a loro volta vendettero la contea di Hardegg e le signorie di Riegersburg, Prutzendorf e Ober- und Untermixnitz il 1º agosto 1730 a Sigmund Friedrich von Khevenhüller, il quale era stato elevato allo status di conte imperiale nel 1725. Qualche giorno dopo la firma del contratto, assieme al figlio e co-intestatario del bene, Johann Joseph von Khevenhüller-Metsch, si portò in visita al castello ma lo trovò addirittura inabitabile, al punto che dal 1730 e sino al 1780 venne riedificato a più riprese nelle sue forme attuali. Il progetto venne curato da Franz Anton Pilgram, allievo di Johann Lucas von Hildebrandt.

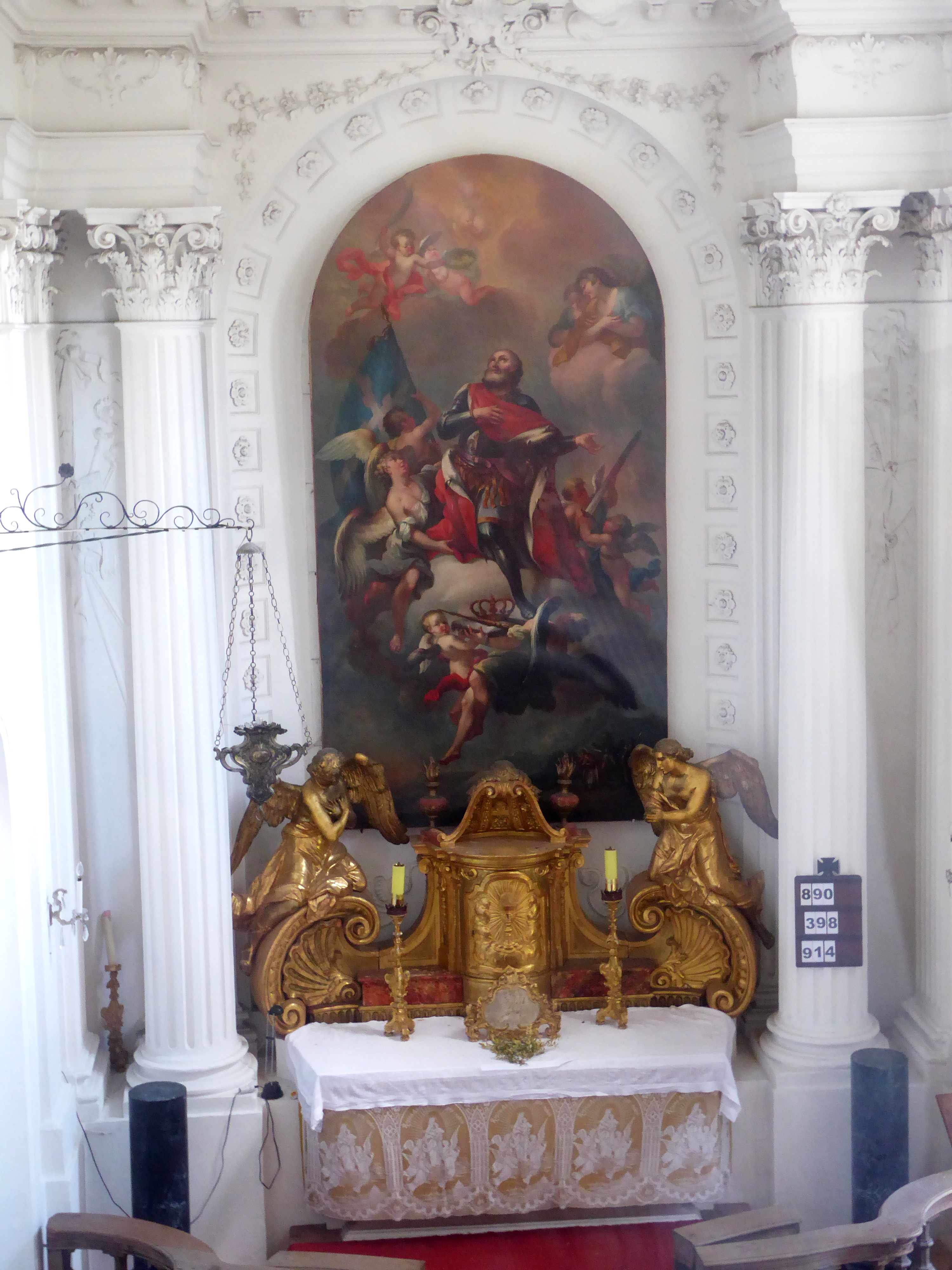
L'altare della cappella di San Sigismondo del castello

La cappella di San Sigismondo, posta nell'ala nord del castello, venne consacrata nel 1755.
Nel 1945, alcuni espulsi dalla vicina Moravia meridionale vennero inizialmente ospitati nel castello, il quale poi venne occupato dall'Armata Rossa sovietica che lo lasciò solo nel 1955, rilevando la sparizione di molti degli arredi originali.
Nel corso del XXI secolo, il castello ha ritrovato l'antico splendore: in occasione del 200º anniversario della morte di Friedrich Schiller, ad esempio, la sua commedia Kabale und Liebe venne riproposta in una versione per la televisione austriaca ad opera del regista Leander Haussmann nel 2005 proprio nelle sale del castello.
Dal 2003 al 2016 il castello barocco di Riegersburg è stato teatro di numerose mostre d'arte a cura della contessa Francesca Pilati von Thassul zu Daxberg e della contessa Cornelia von Mensdorff-Pouilly con la partecipazione di noti artisti come Ernst Fuchs, Arik Brauer e Lubo Kristek.
Nel 2021 il castello è stato acquisito dall'artista Gottfried Helnwein e dall'imprenditore immobiliare Klemens Hallmann